# 宿禰島

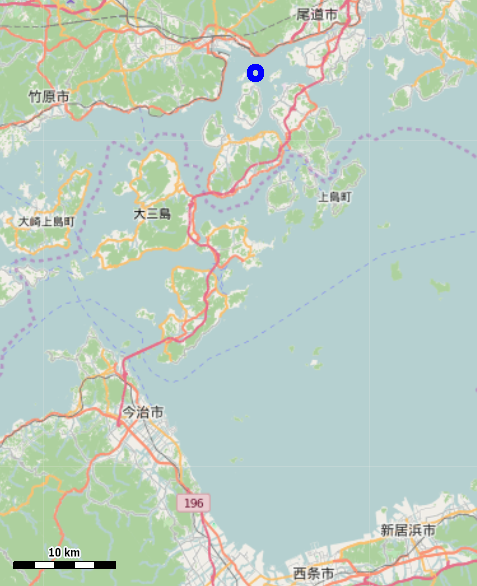
周辺

宿禰島（すくねじま）は、広島県三原市沖に浮かぶ無人島である。「禰」の異体字である宿祢島や、宿彌島（宿弥島）の表記もある。
新藤兼人監督『裸の島』の舞台である。

## 地理
周囲約400m、敷地面積約0.74ha。お椀状の島で中央の高さが約20m。住所は鷺浦町須波で佐木島に属することになる。
現在は無人島。山頂に『裸の島』の碑が設置されている。
島への定期船は存在していない。観光の際の連絡先は佐木島の鷺浦コミュニティセンター。

## 歴史
この島の頂上付近で先土器時代の石器が発見されている。
また頂部は「宿禰島古墳」という古墳であるとされている。三原には神功皇后が三韓征伐の際に立ち寄った糸碕神社など古代神話の伝承にまつわるものがいくつかある。それらの伝承の一つに、佐木島に大鷦鷯の尊（仁徳天皇）を祀り、そしてこの島に歴代天皇の忠臣であった武内宿禰の陵（墓）が建てられたと伝えられる。島の名前「宿禰」はここから来ている。
この島の存在がクローズアップされたのは、1960年新藤兼人監督作品『裸の島』の舞台となったことである。映画は国際的に評価され、そのロケ地として観光客が訪れている。
1960年代ごろまでは男性一人が暮らしていた。
長らく民有地であったが、地権者の財産管理をめぐる問題で島の競売が決まり、「裸の島」ゆかりの地として残したいという意向から新藤監督の次男が募金を呼びかけて約300万円を集めたが、2014年2月にアパート賃貸業者が約800万円で落札。落札者との交渉の結果、新藤サイドが買い取り同年4月に三原市に寄贈された。

## ギャラリー

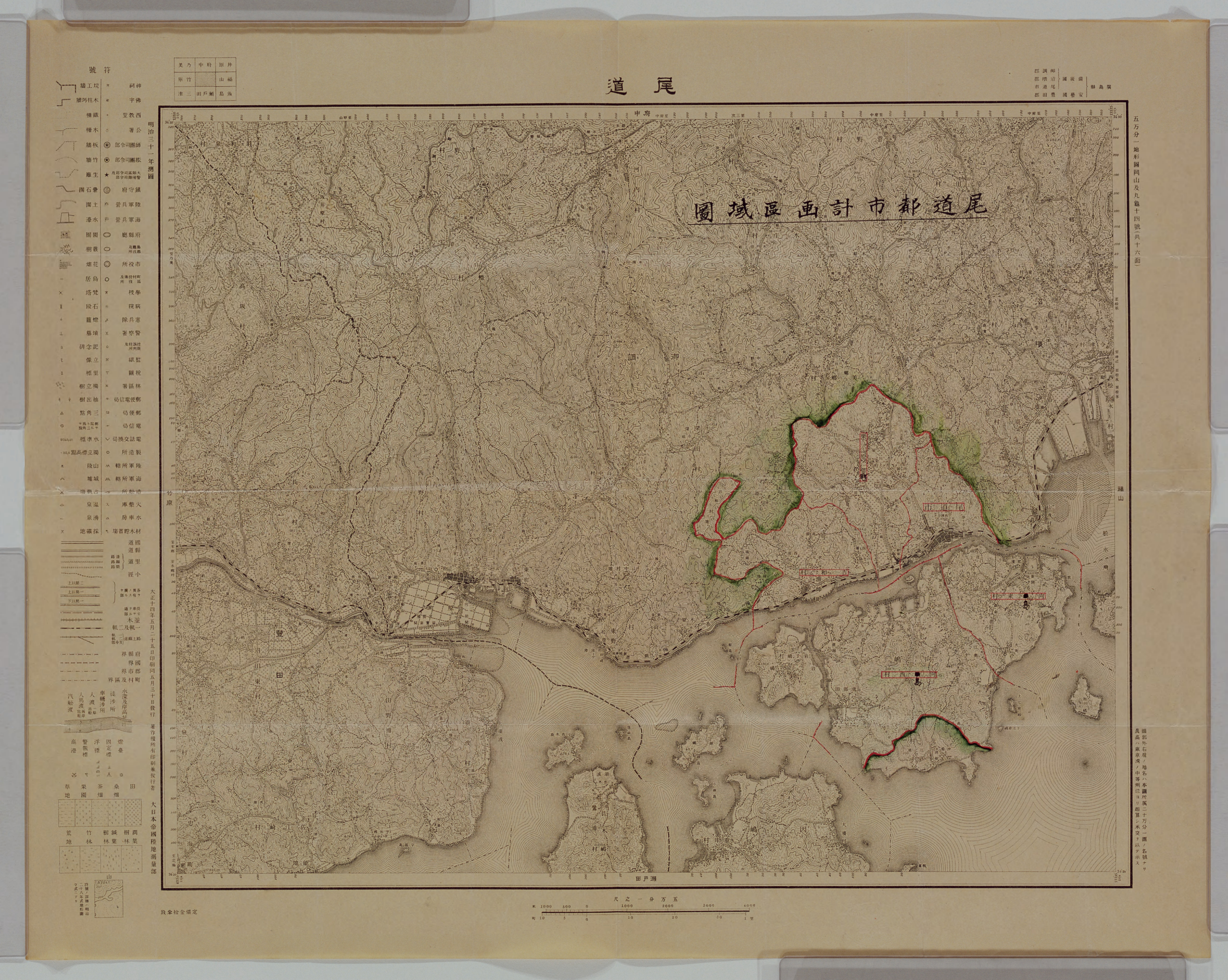
1929年尾道都市計画区域図。地図中央下”宿祢島”表記。
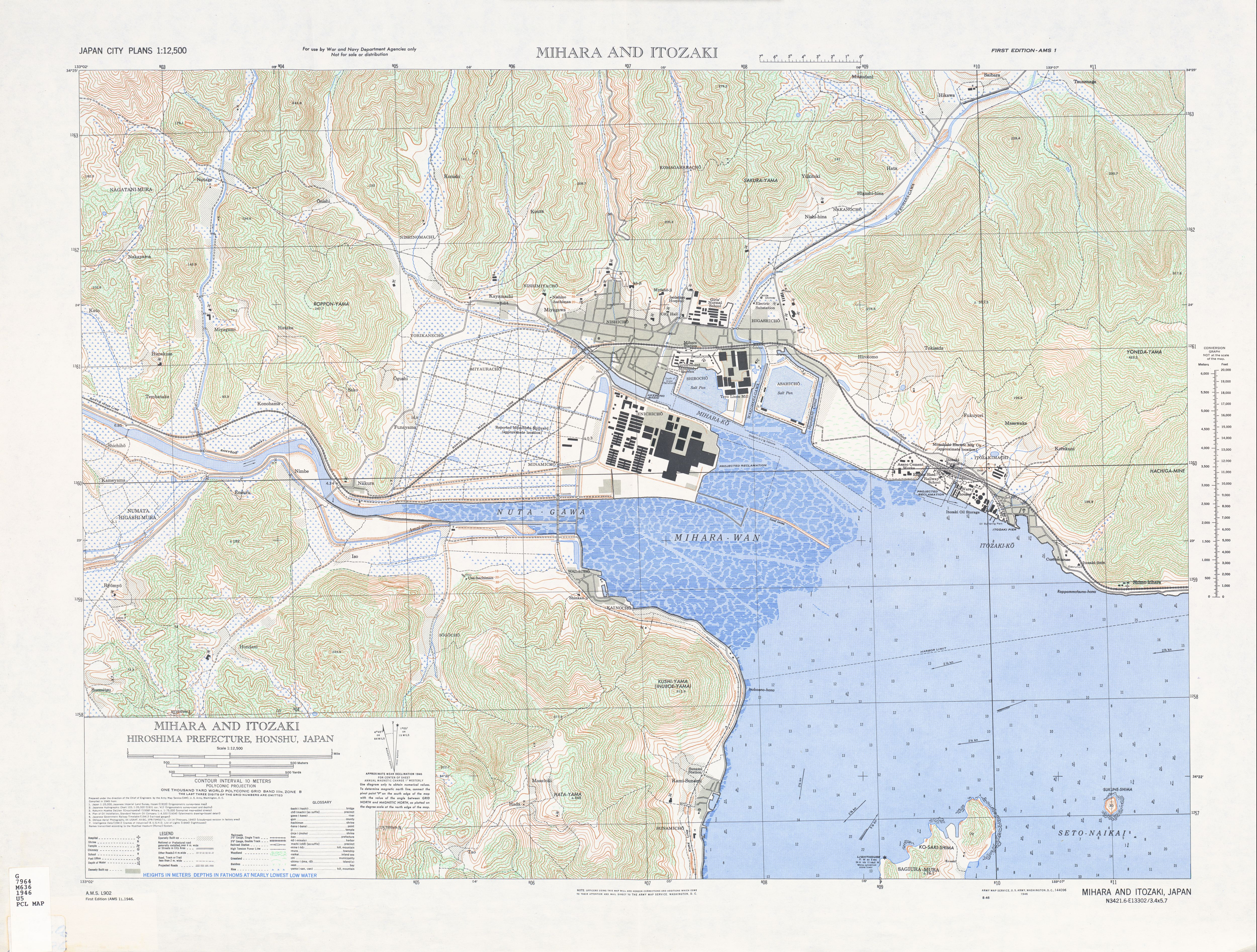
1945年米軍作成地図。地図右下”SUKUNE-SHIMA"表記。
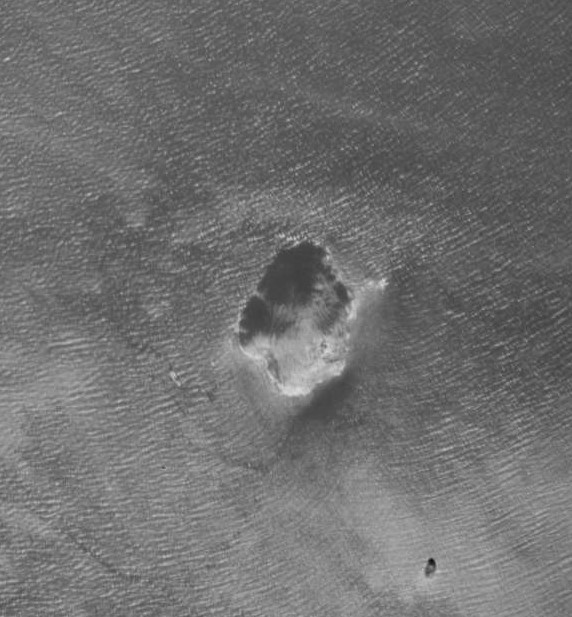
1948年米軍撮影。
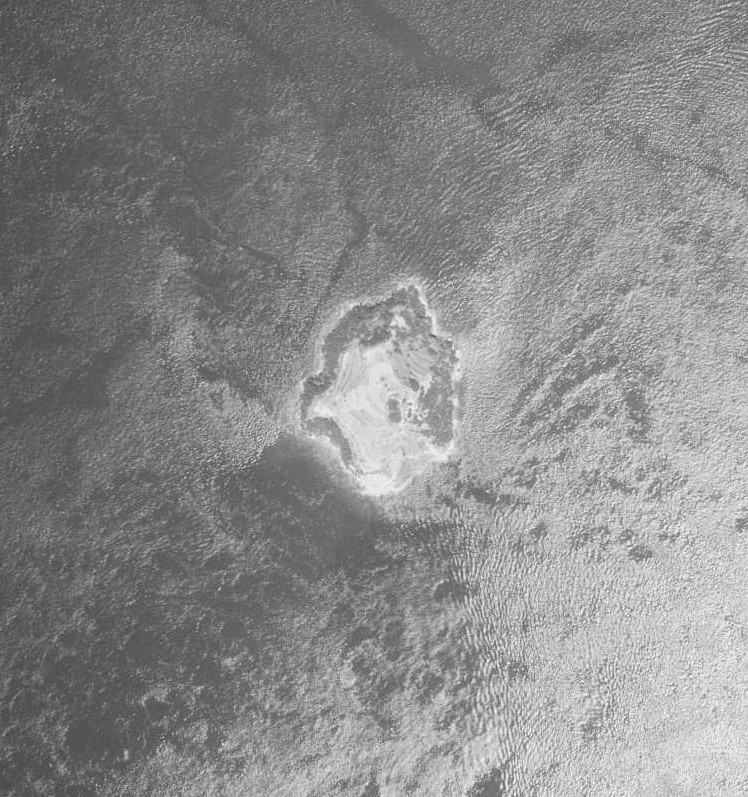
1962年[7]。
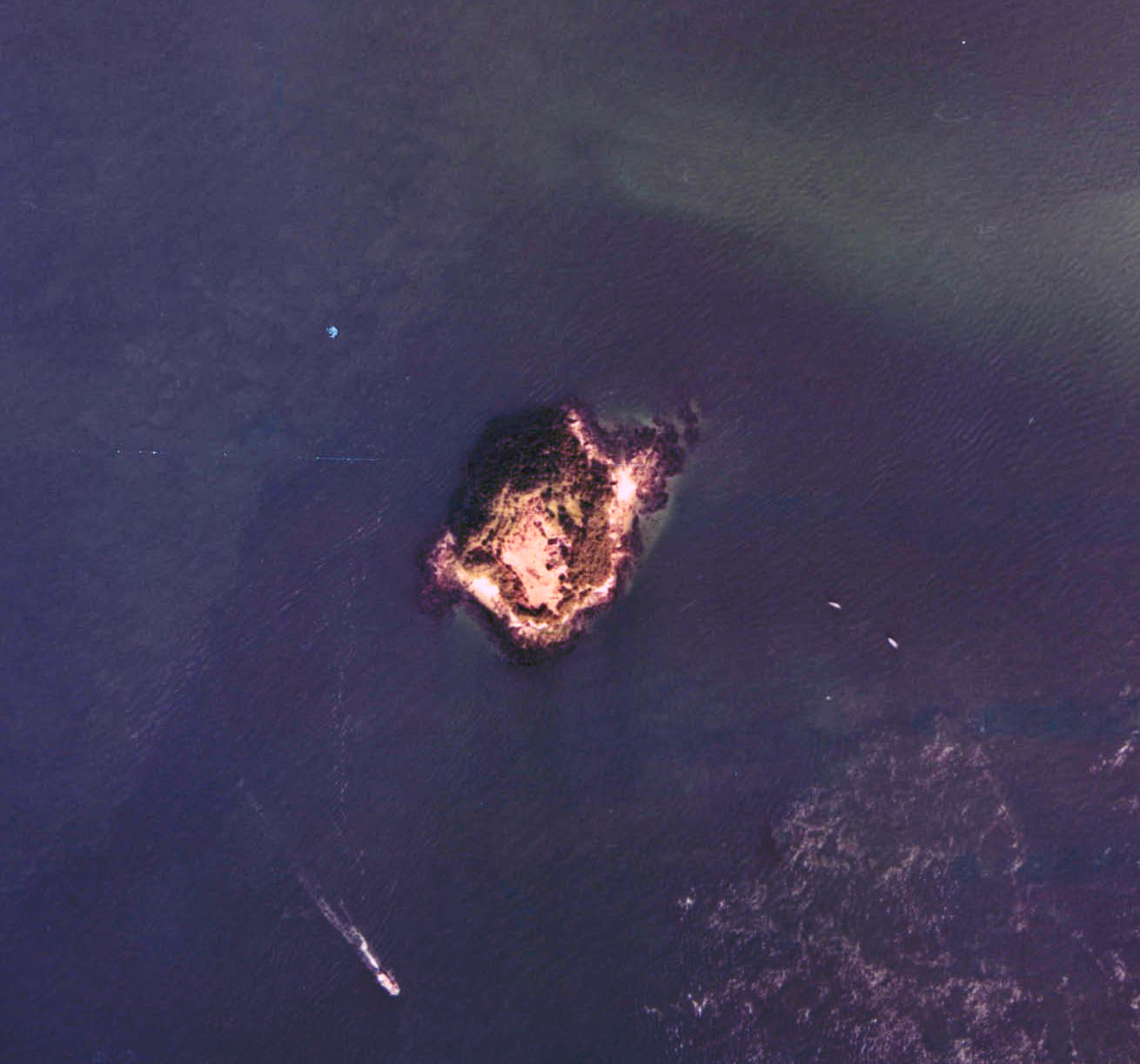
1974年[7]。
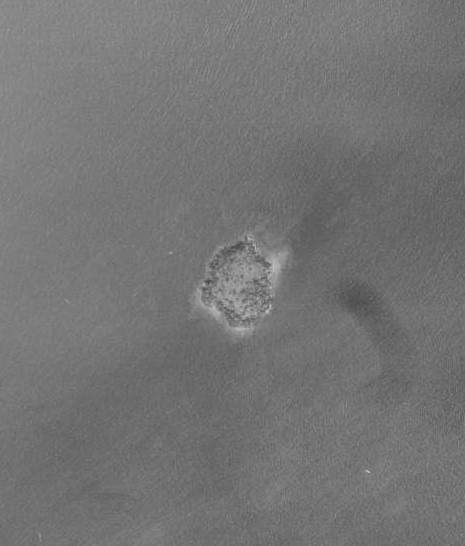
1994年[7]。
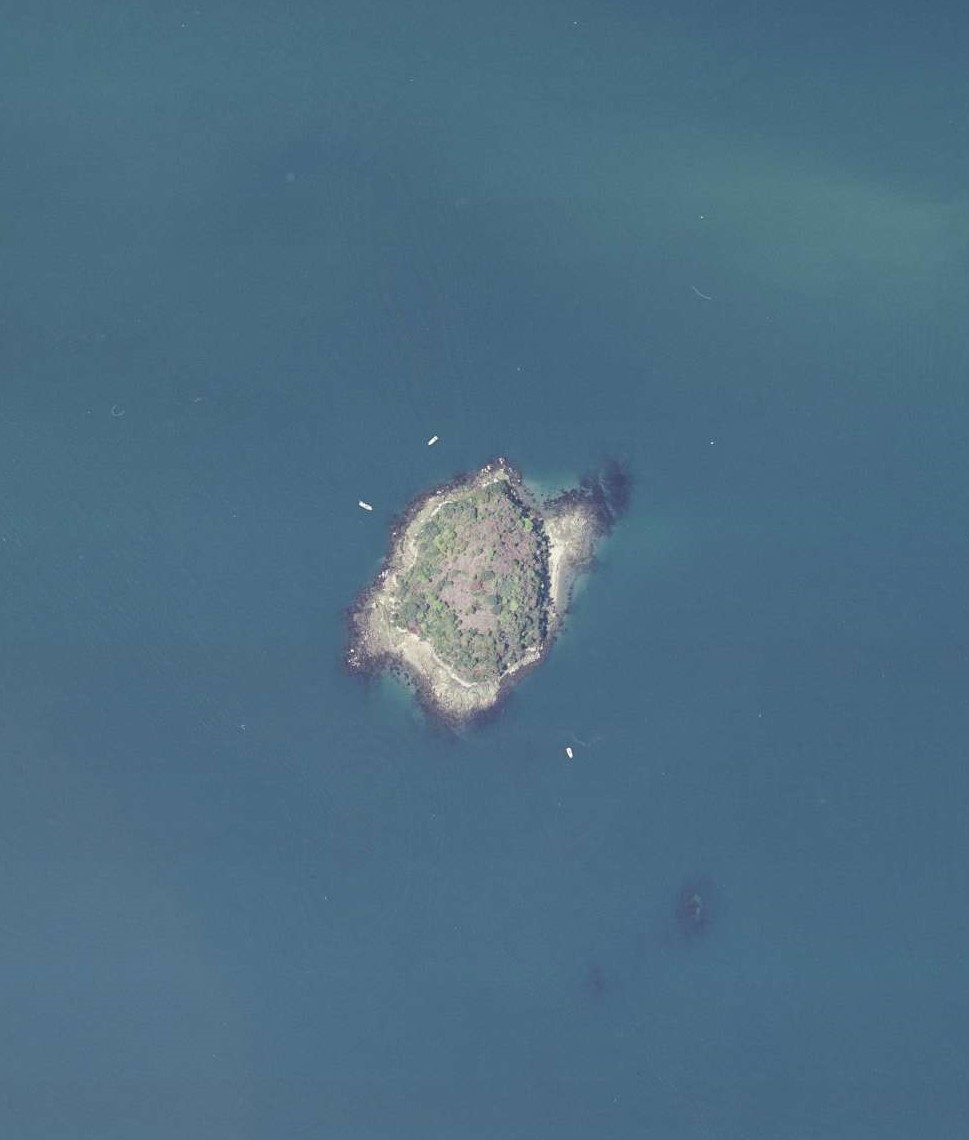
2010年